# Примітки
Примітки, виноски (інколи нотатки) — це:
1. Стисла, лаконічна довідка до того чи іншого слова у тексті, яке може бути незрозуміле читачеві, або, на думку редактора, потребує пояснення. Примітки здебільшого пояснюють слова іноземного походження, діалектизми чи архаїзми. Іноді примітки роблять до авторських скорочень, абревіатур чи образних (переносних) висловів.
2. Додаток до якого-небудь твору, що містить пояснення до нього або відомості про його автора.

Зазвичай розміщується в кінці сторінки та відмежовується від основного тексту горизонтальною рискою.
Також примітки — один із варіантів оформлення списку літератури наукової статті. Номер примітки подають у верхньому індексі, а посилання наводять унизу сторінки. Додатково може бути укладений список усіх використаних джерел, або літератури за темою, який розміщують після розділу або статті.

## Позначення
Біля слова чи вислову, які вимагають пояснення або коментаря, ставиться знак виноски — цифра (з дужкою чи без неї) або зірочка, який повторюється на початку самої виноски.
Знак зірочка використовується тоді, коли виносок у роботі небагато і розміщуються вони переважно по одній на сторінці.
Якщо використовуються арабські цифри як знак виноски, то нумерація виносок може бути сторінковою (в межах однієї сторінки) чи наскрізною (через усю роботу).

## Оформлення виноски
Знаки виносок повинні бути однотипними в межах однієї роботи. Цифри та зірочки пишуться біля слова вгорі, без відступу між словом і знаком, проте після виноски відступ обов'язковий. Розділові знаки ставляться після знака виноски.

## Правила оформлення тексту виноски
1. Основний текст відділяється від тексту виноски (горизонтальною рискою в 15 знаків).
2. Відокремлювальна риска відділяється від основного тексту півтора або двома інтервалами залежно від того, з яким інтервалом написано сам текст.
3. Текст виноски відділяється двома інтервалами від відокремлювальної риски.
4. Текст виноски пишеться через один інтервал з абзацу.
5. Якщо на сторінці кілька виносок, то кожну виноску відділяють двома інтервалами.
6. Усі виноски друкуються на тій сторінці, якої вони стосуються. Не бажано розривати виноски та переносити їх на іншу сторінку[7].

## Приклади
- «Прикро вдарили нас у Вашій примітці до статті Лук'яновича слова про те, що Драгоманов „смертельно хорий“» (Леся Українка, V, 1956, 177)[1].

- «Знаючи, що тогочасний російський читач з творчістю Франка був майже не знайомий, Грабовський у примітці до перекладу подає стислу характеристику життя і творчості письменника» (Літературна Україна, 20.V 1966, 2)[1].
- Толстой дав нам зразок свого перекладу, розкриваючи французький текст у виносках (Олексій Кундзіч, Діези.., 1956, 36)[2].